# Ducado de Lucera

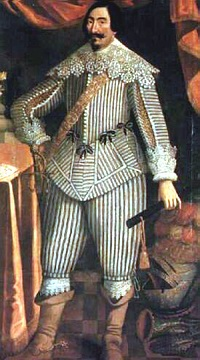
Matías Gallas de Campo, I duque de Lucera.

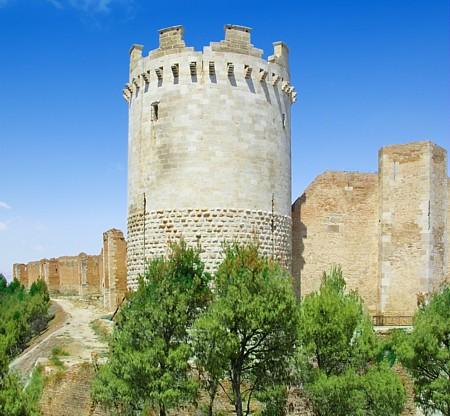
Castillo de Lucera, en Lucera, provincia de Foggia, región de la Apulia, (Italia).

El Ducado de Lucera es un título nobiliario español creado en 1635 con Grandeza de España, por el rey de España Felipe IV, a favor del general Matías Gallas de Campo, por su contribución en la "Guerra de los treinta años".
Matías Gallas de Campo, fue el general que mandaba las tropas católicas alemanas que apoyaron al ejército español. Fue relevante su intervención en la Batalla de Nördlingen (1634) donde las tropas españolas, mandadas por el hermano de Felipe IV, el Cardenal-infante don Fernando de Habsburgo, Arzobispo de Toledo, obtuvieron una gran victoria sobre los rebeldes protestantes.
Su denominación hace referencia al municipio  italiano de Lucera en la provincia de Foggia, perteneciente a la región de la Apulia.

## Duques de Lucera
|                        | Titular                | Período                |
| Creación por Felipe IV | Creación por Felipe IV | Creación por Felipe IV |
| ---------------------- | ---------------------- | ---------------------- |
| I                      | Matías Gallas de Campo | 1635-1647              |
| único titular          | Título extinguido      |                        |

## Historia de los duques de Lucera
- Matías Gallas de Campo (1584-1647), I duque de Lucera. Único poseedor de este título, que le fue otorgado por Felipe IV con G.E., sobre el territorio de Lucera, en el antiguo Reino de Nápoles, que , a la sazón, era uno de los reinos integrantes de la Monarquía española.

## Rehabilitación
Este ducado de Lucera nunca se ha rehabilitado, aunque se da la circunstancia de que en 1976, fue solicitada su rehabilitación por la princesa alemana Leonor María von Auersperg y Clam, sin ningún éxito. 